# Décès en 1336
Décès
- 1332
- 1333
- 1334
- 1335
- 1336
- 1337
- 1338
- 1339
- 1340

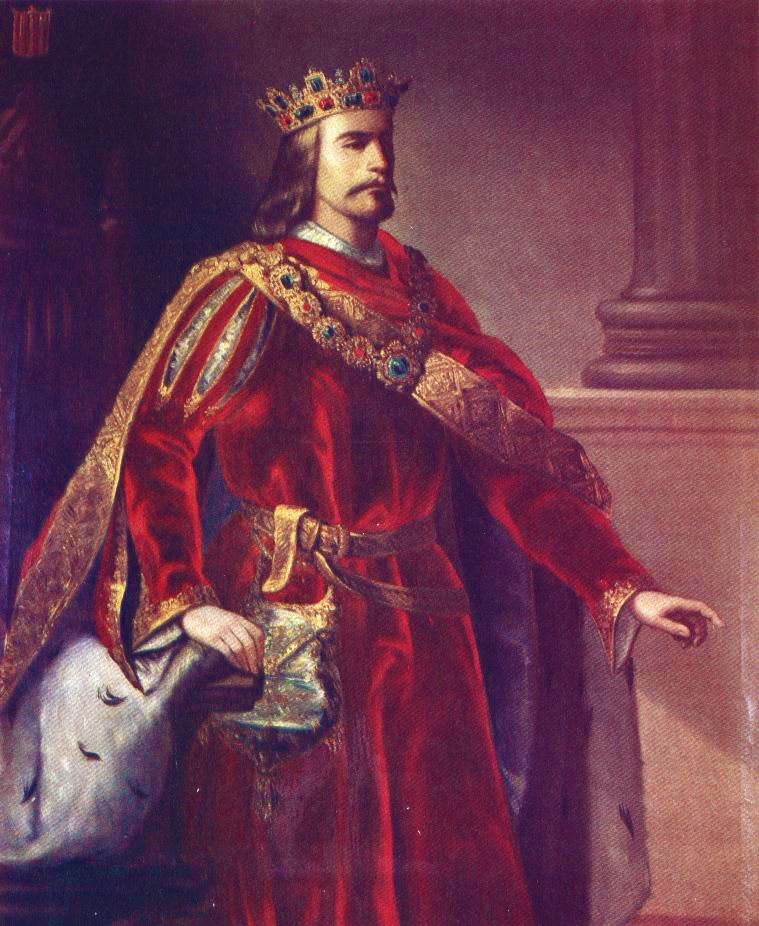
Alphonse IV d'Aragon, mort en 1336.

Cette page dresse une liste de personnalités mortes au cours de l'année 1336 :
- 19 janvier : Louis IV de Looz, comte de Chiny (Louis VI) et comte de Looz.
- 27 janvier : Alphonse IV d'Aragon, dit le Bénin ou le Débonnaire,  roi d'Aragon sous le nom d’Alphonse IV, comte de Barcelone sous le nom d’Alphonse III, roi de Valence sous le nom d’Alphonse II, roi de Sardaigne et de Corse sous le nom d’Alphonse Ier de 1327 à 1336. Auparavant, par son mariage avec Thérèse d'Entença, il avait été comte d'Urgell, vicomte d'Àger baron d'Entença, d'Antillón et d'Alcolea de Cinca sous le nom d’Alphonse Ier.
- 31 janvier : Luca Fieschi, cardinal-diacre de Santa Maria in Via Lata.
- 12 mars : Gui II de Namur, marquis de Namur.
- 24 mars : Pierre de Chappes, cardinal français.
- 5 avril : Jean de Durazzo, duc de Durazzo et prince d'Achaïe.
- 24 avril : Guy de Harcourt, évêque de Lisieux.
- 17 mai : Go-Fushimi, 93e empereur du Japon.
- 23 mai : Wacław, duc de Płock.
- 4 juin : Guillaume-Pierre Godin, cardinal français.
- 29 juin : Frédéric Ier de Saluces, marquis de Saluces.
- 4 juillet : Élisabeth de Portugal, reine consort de Portugal.
- 5 juillet : Kusunoki Masashige, Samouraï de l'époque Nanboku-chō.
- 25 août: Jean d'Eltham, comte de Cornouailles.
- 5 septembre: Charles d'Étampes, ou Charles d'Évreux, comte d’Étampes.
- 30 septembre : Catherine de Savoie, noble de la maison de Savoie.
- 11 novembre : le comte Édouard Ier de Bar[1], comte de Bar.

- Ugone II d'Arborée, juge d'Arborée.
- Cino da Pistoia, jurisconsulte et poète italien.
- Lech de Racibórz, duc de Racibórz et duc de Koźle.
- Henri de Sully, grand bouteiller de France, seigneur français, grand trésorier du royaume sous Philippe V.
- Richard de Wallingford, mathématicien anglais qui a fait d'importantes contributions à l'astronomie, l'astrologie et l'horlogerie tout en servant comme abbé à l'abbaye de Saint-Alban (future cathédrale Saint-Alban) dans le Hertfordshire.
- Jayavarman IX Parameçvara, souverain de l'Empire khmer.
- Arpa Ka'on, khan de Perse.
- Ramon Muntaner, capitaine et chroniqueur catalan, auteur de l'une des quatre grandes chroniques catalanes.
- Enrico Scrovegni, banquier et prêteur qui a vécu à Padoue.

date incertaine (vers 1336)
- Tamagusuku, roi du royaume Okinawaen de Chūzan.

## Crédit d'auteurs
- Cet article est partiellement ou en totalité issu de l'article intitulé « 1336 » (voir la liste des auteurs).